# Lyman (město)
Lyman (ukrajinsky Лиман, dříve Krasnyj Lyman, ukrajinsky Красний Лиман) je město na severu Doněcké oblasti na Ukrajině. Nachází se v Donbasu, 7 kilometrů severně od Severního Doňce, 25 kilometrů severně od Slovjansku a 135 kilometrů severně od Doněcku, správního střediska celé oblasti. V roce 2019 zde žilo jednadvacet tisíc obyvatel.

## Poloha
Jedná se o významný železniční uzel, vedou odtud tratě do Kupjansku, Charkova a do důležitých průmyslových středisek Donbasu. Město bývá nazýváno severní branou Donbasu nebo Doněckým Švýcarskem podle přírody s borovými - piniovými lesy v okolí.

## Dějiny
Sídlo založili kozáci v roce 1667 a do roku 1925 se jmenovalo pouze Lyman. V letech 1925-2016 se jmenovalo Krasnyj Lyman (Rudý Lyman).
V roce 1708 je během správních reforem Petra Velikého uváděno jako součást Azovské gubernie. Městem je od roku 1938.

### Ruská agrese 2022
Během ruské invaze na Ukrajinu 24. května 2022 na město zaútočila ruská armáda a domobrana DLR. Dne 26. května po těžkých bojích ukrajinská armáda z města ustoupila a Lyman se dostal pod kontrolu Ruska a DLR, která ho považuje za součást své samozvané republiky. Během ukrajinské ofenzívy bylo město 30. září 2022 nejdříve obklíčeno a následujícího dne bylo Ukrajinci osvobozeno. Ruské ozbrojené síly se z města stáhly, ne však beze ztrát. Při ruském ostřelování města salvovými raketomety BM-30 8. července 2023 zahynulo 9 obyvatel města a dalších 12 bylo raněno.

## Obyvatelstvo
V roce 1979 v Lymanu žilo 31 775 obyvatel, což bylo jeho maximum, od té doby počet obyvatel stále klesá.
Ukrajinců bylo 54,4%, Rusů 43,8% a Bělorusů 0,6%.
Při sčítání lidu v roce 2001 žilo ve městě 28 172 obyvatel. 84.4% tvořili Ukrajinci, 13.8% Rusové a 0.6% Bělorusové, přičemž 69.8% uvedlo jako mateřský jazyk ukrajinštinu, 29.67% ruštinu a 0.53% jiný jazyk.

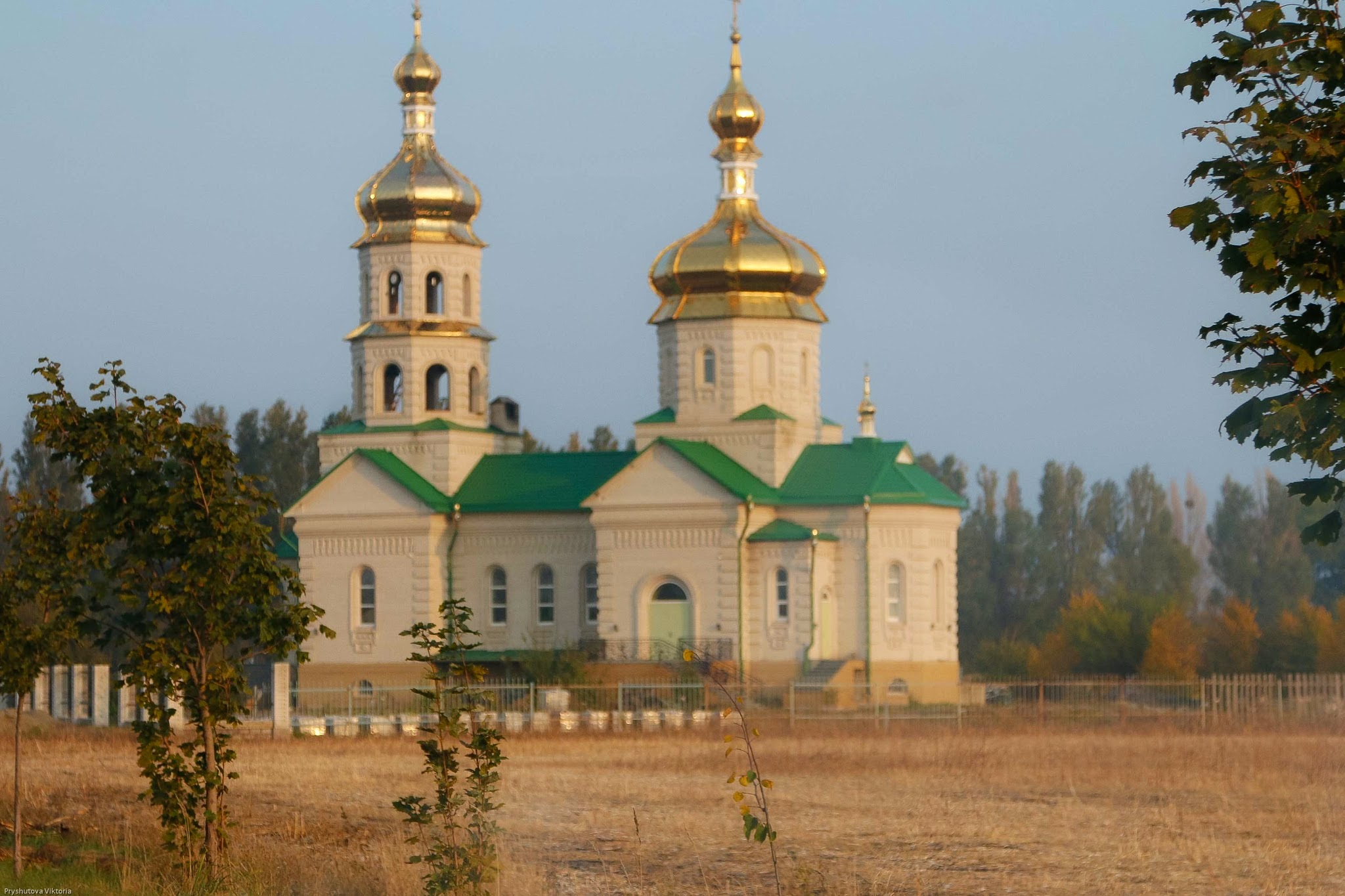
Chrám sv. Lavrentije Černigorského a Ksenie Petěrburské

## Památky
- Chrám sv. Mikuláše Divotvůrce
- Chrám sv. Lavrentije Černigorského a Ksenie Petěrburské

### Rodáci
- Leonid Kizim (1941–2010), sovětský kosmonaut
- Ihor Razoronov (*1970), ukrajinský vzpěrač